# Padarangin
Padarangin is een bestuurslaag in het regentschap Wonogiri van de provincie Midden-Java, Indonesië. Padarangin telt 2824 inwoners (volkstelling 2010).